# Boboll (boll)

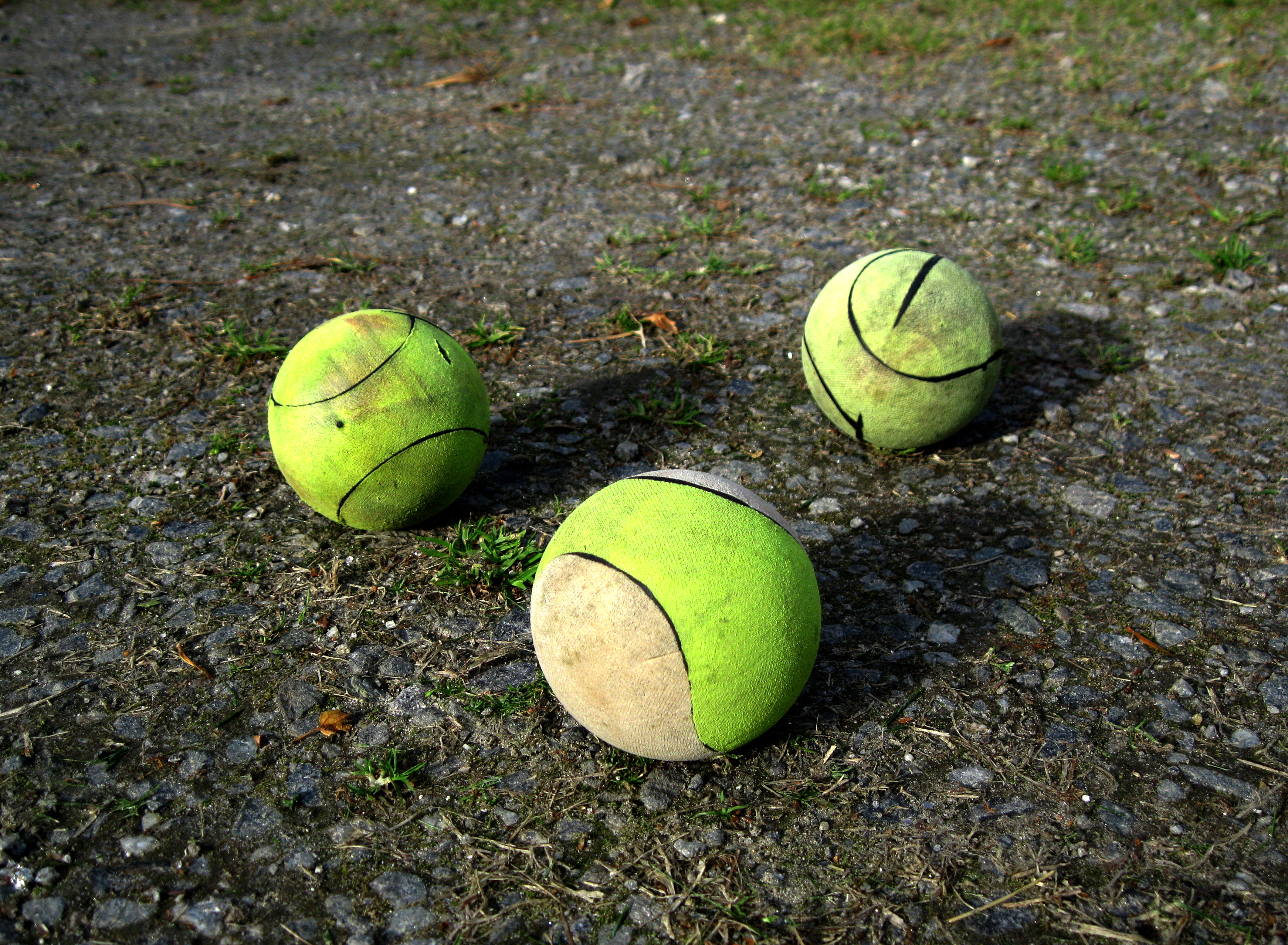
Bobollen är alltid 21,60–22,20 cm i omkrets men varierar i vikt.

En boboll är en genomgjuten boll som används för att spela sporten med samma namn, boboll. De officiella måtten för en boboll enligt Finlands bobollsförbund är 21,60–22,20 cm i omkrets. Bollens vikt för herrar är 160–165 gram, för damer 135–140 gram samt för knattar 95–100 gram. Juniorer spelar varierande med de olika vikterna beroende på åldersgrupp.